# Родригес Герреро, Энрике
Энрике Родригес Герреро (исп. Enrique Rodríguez Guerrero; 8 ноября 1983, Гранада) — испанский шахматист, международный мастер (2003), гроссмейстер (2007). Второй гроссмейстер Андалусии после Мануэля Риваса Пастора. Учится в Гранадском университете на врача. Президент шахматного клуба «Насари».
Шахматами занимается с 9 лет, первым тренером был Габриэль Молина Нахарро. Международным мастером стал в 2003 году, а в 2006 году выполнил гроссмейстерскую норму на домашнем турнире в Гранаде.
Чемпион Португалии в составе клуба «Фару» (2005, 2007), бронзовый призёр клубного чемпионата Испании 2007 года (сыграл 2 партии на резервной доске). Два сезона играл в Шахматной лиге четырёх наций за «Чеддлтон & Лик». В составе команды «Tiendas UPI» участник 20-го Кубка европейских клубов по шахматам (2004) в г. Измире.

## Спортивные результаты
| Год  | Город | Турнир                                         | + | − | = | Результат | Место |
| ---- | ----- | ---------------------------------------------- | - | - | - | --------- | ----- |
| 2004 | Измир | 20-й Европейский клубный кубок, Tiendaz UPI    | 3 | 2 | 2 | 4 из 7    | 9     |
| 2005 |       | Командный чемпионат Испании, Intel-Tiendas UPI | 1 | 0 | 1 | 1 из 2    | 4     |
| 2007 |       | Командный чемпионат Испании, Intel-Tiendas UPI | 1 | 3 | 2 | 2 из 6    | 3     |

## Изменения рейтинга
| Графики недоступны из-за технических проблем. См. информацию на Фабрикаторе и на mediawiki.org. |